# Höhle von Altamira und Altsteinzeitliche Höhlenmalereien in Nordspanien
Höhle von Altamira und Altsteinzeitliche Höhlenmalereien in Nordspanien ist der Titel einer Stätte auf der Liste des Weltkulturerbe, die bis 2008 nur die Höhle von Altamira umfasste. In diesem Jahr entschied die UNESCO, weitere Höhlen, in denen altsteinzeitliche Malereien zu finden sind, ebenfalls auszuzeichnen. 

## Liste der Höhlen
Die von der UNESCO zum Weltkulturerbe erklärten Höhlen liegen im Baskenland, in Kantabrien und in Asturien.
Baskenland
- Höhle von Santimamiñe in Cortézubi
- Höhle von Ekain in Deba
- Höhle von Altxerri in Aya

Kantabrien
- Höhle von Altamira in Santillana del Mar
- Höhle von Chufín in Riclones, Gemeinde Rionansa
- Cueva de Hornos de la Peña in Tarriba, Gemeinde San Felices de Buelna
- Höhlen am Monte Castillo in Puente Viesgo: El-Castillo-Höhle, Las Monedas, La Pasiega und Las Chimeneas
- Höhle von El Pendo in Escobedo de Camargo, Gemeinde Camargo
- Cueva de Covalanas in Ramales de la Victoria
- Höhle La Garma in Omoño, Gemeinde Ribamontán al Monte

Asturien
- La Peña de Candamo, Gemeinde Candamo
- Cueva de Tito Bustillo in Ribadesella
- Cueva de La Covaciella in Carreña
- Cueva de Llonin, Gemeinde Peñamellera Alta
- Cueva del Pindal in Ribadedeva